# Шурко, Владимир Михайлович
Владимир Михайлович Шурко (29 июня 1926 — 15 апреля 1995) — советский государственный деятель, председатель исполкома Одесского городского совета. Депутат Верховного Совета УССР 9-го созыва.

## Биография
С 1941 г. — клепальщик, мастер, старший инженер-технолог, заместитель начальника, начальник цеха, начальник отдела, заместитель директора предприятия в Комсомольске-на-Амуре.
Член ВКП(б) с 1949 года.
Образование высшее. Окончил Московский финансово-экономический институт.
В 1960—1962 — директор завода подъемно-транспортного оборудования в городе Комсомольске-на-Амуре.
В 1962—1966 — директор Воронежского станкостроительного завода.
В 1966—1969 — директор Одесского завода радиально-сверлильных станков.
В 1969—1977 — председатель исполнительного комитета Одесского городского совета народных депутатов.

## Награды
- ордена
- медали